# Jean-Louis Borel
Pour les articles homonymes, voir Borel.
Jean-Louis Borel, né le 3 avril 1819 à Fanjeaux (Aude) et mort à le 20 février 1884 à Versailles, est un général, aide de camp et homme politique français.

## Biographie
Élève de l'école militaire de Saint-Cyr de 1838 à 1840, il rejoint comme lieutenant l'état-major et sert sous Mac-Mahon en Afrique, en Crimée et en 1859 en Italie.
Capitaine en 1845, commandant en 1855, il est nommé colonel en 1867. En 1869, il est chef d'état-major de la garde nationale à Paris. Il ne participe donc pas aux premières batailles de la guerre franco-prussienne de 1870, mais après sa promotion comme général de brigade en septembre, il devient chef d'état-major de l'armée de la Loire sous d'Aurelle de Paladines, puis de l'armée orientale sous Bourbaki. Promu général de division en 1871, il reçoit le commandement d'une division à Reims, devient membre de la commission de l'organisation de l'armée, puis chef d'état-major des armées de 1874 à 1875. Il est ministre de la Guerre du 13 décembre 1877 au 16 mai 1878 dans le gouvernement Jules Dufaure (5).
Cependant, sa position politique ne correspondant pas aux souhaits de la majorité républicaine de la chambre, il est remplacé par Gresley en janvier 1879 et nommé commandant du 3e corps d'armée à Rouen.
Il meurt le 23 février 1884.

## Distinctions
- Chevalier de la Légion d'honneur le 7 août 1851
- Officier de la Légion d'honneur le 13 août 1857
- Commandeur de la Légion d'honneur le 24 juin 1865
- Grand officier de la Légion d'honneur le 12 juillet 1879
- Médaille militaire le 29 décembre 1882[2]
- médaille commémorative de la campagne de Crimée
- médaille commémorative de la campagne d'Italie